# Paweł Sudymontowicz Czeczel
Paweł Sudymontowicz Czeczel herbu Jelita – poseł bracławski na Sejm Rozbiorowy 1773–1775, subdelegat grodzki latyczowski w 1759 roku, vicesgerent sądowy latyczowski w 1767 roku, horodniczy dzwinogrodzki.
Członek konfederacji Adama Ponińskiego w 1773 roku. Na Sejmie Rozbiorowym 1773–1775 jako członek delegacji wyłonionej pod naciskiem dyplomatów trzech państw rozbiorczych, mającej przeprowadzić rozbiór, był przedstawicielem opozycji. 18 września 1773 roku podpisał traktaty cesji przez Rzeczpospolitą Obojga Narodów ziem zagarniętych przez Rosję, Prusy i Austrię w I rozbiorze Polski.